# August Georg Wilhelm Pezold

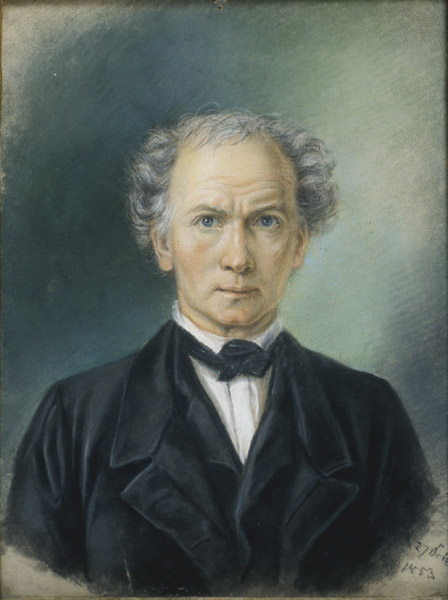
Selbstbildnis (1855)

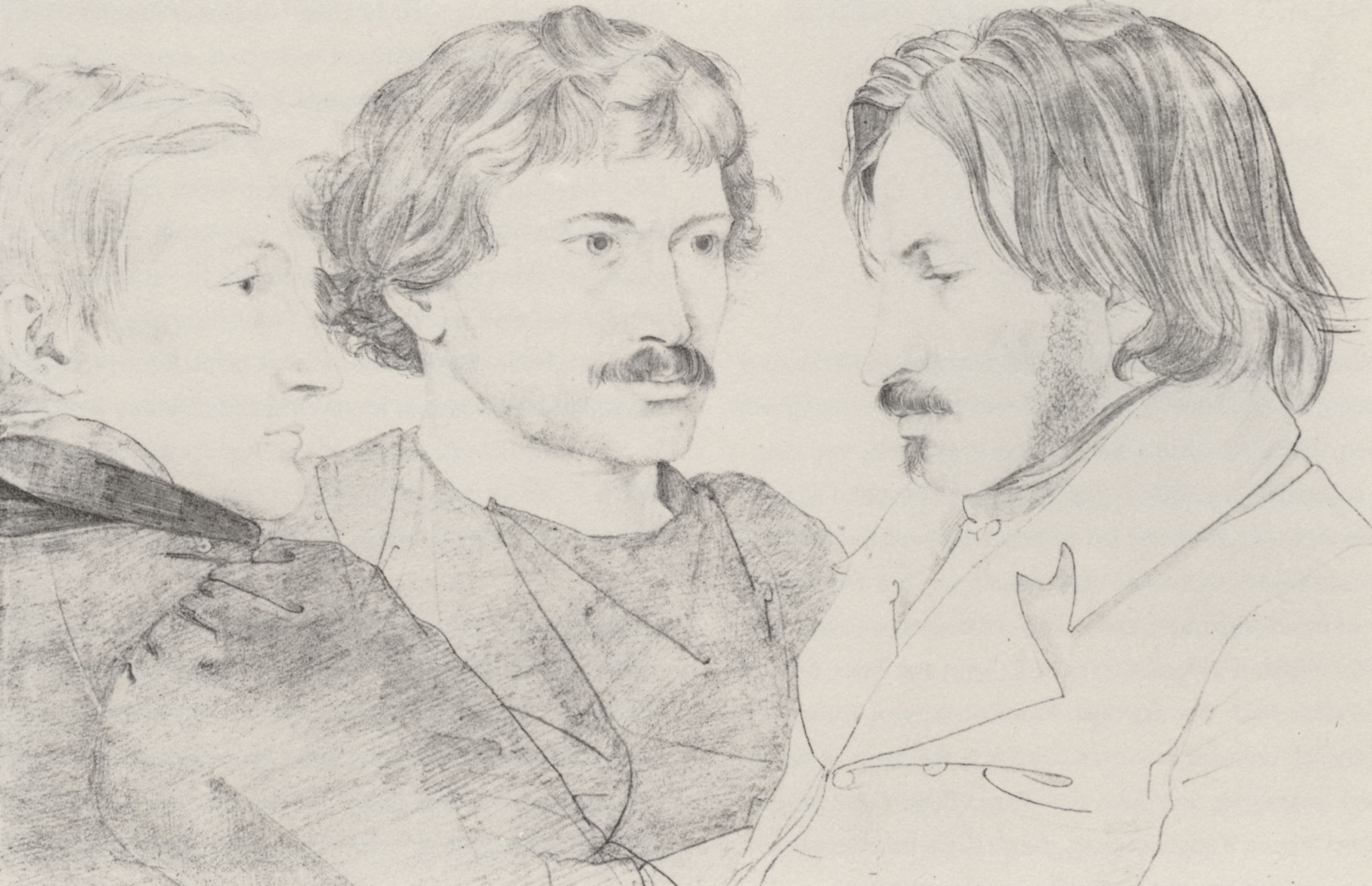
Carl Philipp Fohr: August Georg Wilhelm Pezold (Mitte); links Otto Friedrich Ignatius, rechts Gustav Adolf Hippius

August Georg Wilhelm Pezold (* 25. Julijul. / 5. August 1794greg. in Rakvere; † 28. Februarjul. / 12. März 1859greg. in Sankt Petersburg) war ein deutschbaltischer Maler und Lithograf.

## Leben
August Georg Wilhelm Pezold wurde im mittelestnischen Rakvere (deutsch Wesenberg) geboren. Sein Vater war Arzt. Die Eltern starben früh. Pezold wurde daraufhin auf dem Gut des Grafen von Rehbinder in Udriku (Uddrich) erzogen. Anschließend besuchte er die Domschule in der estnischen Hauptstadt Tallinn (Reval).
Von 1812 bis 1814 studierte Pezold Medizin an der Kaiserlichen Universität Dorpat. Ab 1814 wandte er sich ganz der Kunst zu. Pezold ging mit seinem Freund Otto Friedrich Ignatius zunächst nach Berlin an die Königlich Preussische Akademie der Künste. 1815/16 besuchte er die Akademie in Wien. Von 1817 bis 1819 bereisten Pezold, Ignatius und Gustav Adolf Hippius Italien, anschließend 1819/20 Deutschland und die Schweiz. Pezold hielt sich danach in Paris, London und erneut in Deutschland zu künstlerischen Studien auf. 1821 kehrte Pezold ins Baltikum zurück.
Dort war er vor allem als Portraitmaler in Estland und Livland tätig, unter anderem in Tartu und Riga. Von 1824 bis 1830 war Pezold als Zeichenlehrer am Smolny-Institut in der russischen Hauptstadt Sankt Petersburg beschäftigt. 1837 reiste er durch Mitteleuropa und besuchte Finnland. 1839 ernannte ihn die Universität in Sankt Petersburg zum freien Künstler.
Pezold war einer 1842 einer der Mitbegründer der „Ehstländischen Literärischen Gesellschaft“. Im selben Jahr übernahm er eine Lehrtätigkeit am Pädagogischen Hauptinstitut und an der Universität in Sankt Petersburg. 1854 wurde Pezold zum Mitglied der Sankt Petersburger Akademie der Künste ernannt.
Verheiratet war Pezold mit Caroline, einer geborenen Tiling (1799–1886). Der Maler, Journalist und Schriftsteller Leopold von Pezold war eines von ihren vier Kindern.

## Werk
Pezold wurde vor allem für seine Landschaftsskizzen und Porträts in Öl und als Lithograf bekannt. Er befasste sich stark mit Motiven seiner baltischen Heimat. Hierzu zählen die „naiv-realistischen“ Porträts von verschiedenen Volkstypen, die in den 1820er Jahren entstanden. Bekannt ist auch Pezolds Porträt von Friedrich Robert Faehlmann. Pezolds Stil wird dem „baltischen Biedermeier“ zugerechnet.